# برنارد ناتان
برنارد ناتان (بالإنجليزية: Bernard Natan)‏ (ولد باسم ناتان تانيزافت؛ 14 يوليو 1886 - أكتوبر 1942)، رجل أعمال فرنسي روماني، مخرج وممثل في عشرينيات وثلاثينيات القرن الماضي. ذكر المؤرخون أنه أحد أوائل مخرجي الأفلام الإباحية (إن لم يكن الأقدم) وممثلي الأفلام الإباحية، على الرغم من وجود شك كبير في هذا الأمر الأخير حاليًا. عمل ناتان بالتأكيد في السينما منذ بداياته في الصغر، وشق طريقه من عالم الإسقاط والكيمياء إلى عالم التصوير السينمائي والإنتاج. حصل في النهاية على استوديو الصور المتحركة الفرنسي العملاق باثي في عام 1929، لكن انهارت الشركة في عام 1935، وأُدين ناتان بالاحتيال. ومع ذلك، فيُعتبر ناتان أهم من وضع الأساس لصناعة السينما الحديثة في فرنسا وأهم من ساعد في إحداث ثورة في تكنولوجيا الأفلام في جميع أنحاء العالم. مات ناتان بعد نقله إلى معسكر أوشفيتز بيركينو.

## حياته الشخصية
ولد ناتان باسم ناتان تانيزافت (ربما تانينسابف) لأبوين يهوديين في ياش، رومانيا عام 1886. انتقل إلى فرنسا في أوائل القرن العشرين، وعلى الرغم من كونه رومانيًا، فقد تطوع للقتال من أجل فرنسا في الحرب العالمية الأولى. تزوج في عام 1909 وأنجب طفلين. أصبح في عام 1921 مواطنًا فرنسيًا، وغير اسمه في وقت لاحق إلى «برنارد ناتان». انتقل شقيقه الأصغر إميل ناتان إلى فرنسا أيضًا وأصبح منتجًا سينمائيًا.

## مهنة السينما السائدة
عمل ناتان كعارض للأفلام وكيميائي في معمل للأفلام ومصمم عناوين ومصور سينمائي ومنتج خلال سنواته الأولى في باريس. كان أحد المحررين المحليين لشركة باراماونت بيكتشرز خلال أوائل العشرينات من القرن الماضي. ولكن بحلول عام 1929، أصبح أستوديو ناتان والمسمى رابيد فيلم (Rapid Film) مشهورًا، ما جعل منه منتجًا وموزعًا رئيسيًا للعديد من الأفلام. كان ذا سمعة جيدة لدرجة أنه أصبح في عام 1924 عضوًا في اللجنة التنفيذية لاتحاد أصحاب العمل السينمائي. بحلول عام 1926، حظي معمل أفلامه بتقدير كبير، وأنشأ شركة تسويق، وبنى مسرحين صوتيين. كان ناتان منتجًا للأفلام أيضًا، إذ ساعد في تمويل وإنتاج العديد من الأفلام التابعة لاستوديوهات أخرى.

### الاستيلاء على باثي
وافق على دمج الاستوديو الخاص به، رابيد فيلم (الذي كان حينئذٍ بقيمة 25 مليون فرنك)، مع باثي مقابل 50 مليون فرنك في الأسهم. أُشتريت الأسهم المتبقية بتمويل من مجموعة من البنوك المتحالفة، والسندات (تُدفع من دخل شركة باثي)، وملكية 10٪ من الشركة. بعد إدماج الشركتين، أعاد ناتان تسمية الشركة باثي-ناتان (يُنسب إليها أحيانًا أيضًا باسم باثي سينما).
كانت شركة باثي تعاني بالفعل من مشاكل مالية كبيرة عندما تولى ناتان إدارتها. كان مؤسس الاستوديو تشارلز باثي مواظبًا على بيع الموجودات لعدة سنوات لتعزيز قيمة المستثمرين والحفاظ على استمرار التدفق النقدي للأستوديو. كان ناتان سيئ الحظ لتولي مسؤولية الاستوديو بمفرده كما سبب الكساد الكبير انهيار الاقتصاد الفرنسي.
حاول ناتان تثبيت موارد باثي المالية وتنفيذ ممارسات صناعة الأفلام الحديثة في الاستوديو. استحوذ ناتان على استوديو أفلام آخر، (سوسيتي دي سينيرومانس Société des Cinéromans)، من آرثر بيرنيدي وغاستون ليرو، ما مكن شركة باثي من التوسع لمشاريع أخرى مثل تصنيع أجهزة العرض والإلكترونيات. كما اشترى سلسلة (فورنيي Fornier) من مسارح الصور المتحركة وسرعان ما وسع نطاق السلسلة لتُنشر على الصعيد الوطني. لكن هاجمت الصحافة الفرنسية ناتان بلا رحمة لقيادته لباثي. كانت العديد من هذه الهجمات معادية للسامية واحتوت على تلميحات مستترة معادية لجنسية ناتان واتهامه بالمثلية الجنسية.